# صحافة الأطفال
صحافة الأطفال، هي صحافة موجهة إلى الطفل ويحررها الكبار. تقد للطفل توجيهاً، وإرشاداً، وتعليماً، وترفيهاً، وتعتمد اعتماداً خاصاً على القصص المسلسلة القصيرة المرسومة بالكارتون، وتستخدم الألوان الناصعة لاستهواء الطفل، وللترويح والترفيه عن الطفل وتقدم له الألغاز والمسابقات، والفكاهات، والألعاب المكتوبة والمرسومة.

## الاختلاف عن الصحافة المدرسية
تختلف صحافة الأطفال عن الصحافة المدرسية، التي تتولى إصدارها المدارس، وتُعنى بوجه خاص بالحياة المدرسية. إذ تلتزم بالغالب بمادة صحفية محددة تستهدف إثراء حياة المدرسة، وتوجيه التلاميذ وتعليمهم والترويح عنهم. ويشارك المعلمون والتلاميذ -عادة- في تحريرها. وهناك صحف مدرسية تتولى إصدارها جهات تعليمية أو معلمون أو مربون، وتوزع على تلاميذ المدارس. وتشمل الصحف المدرسية أو مجلات الحائط أخبار وكاريكاتير ومعلومات علمية للتلاميذ، كما يكون هناك بعض الرسومات التي ترسم بأيدي التلاميذ وبإشراف المدرسين المختصين بالأنشطة.

## خصائصها
وصحافة الأطفال أكثر سعة من الصحافة المدرسية فيما تتناوله من مضامين ثقافية، كما أن جمهورها يتخطى أسوار المدرسة ليشمل جميع الأطفال الذين يقبلون على قراءتها.
وتتميز صحافة الأطفال بخصائص وإمكانات لتصوير المعاني وتجسيدها من خلال الكلمة المطبوعة والصورة والرسم واللون. وهي في طبيعتها كفن تصويري قريبة من الأطفال، لكون الطفل يفكر تفكيرًا صوريًا قبل كل شيء.
كما أن لها خصائص تجعلها ذات تأثير فيهم؛ حيث تيسر لهم التحكم في الوقت. إذ يُتاح لهم قراءتها في أي وقت أو أي ظرف يشاؤون، ويتهيأ لهم أن ينتقوا ويختاروا منها ما يريدون التمعن فيه، أو ما يريدون المرور عليه مرور الكرام.
ولصحافة الأطفال ظروفها الخاصة، وهذه الظروف تفرض أسلوباً خاصًا بها يُشعر الطفل بخفته، وسهولته، وجماله، وتوحي له الكلمة المطبوعة بالفكرة المؤثرة، وتهذب الصورة ذوقه، وتتيح لخياله أن ينطلق، وتغري الألوان بصره، وتقدم له الفكرة دون أن تتعبه أو ترهقه، وهي تستعين بمختلف الفنون الأدبية والتشكيلية لتبدو أمام الطفل مشوقة مغرية سهلة.
كما أن لها دورًا بالغًا في تنمية الطفولة عقليًا وعاطفيًا، واجتماعيًا. لأنها أداة توجيه، وإعلام وإمتاع وتنمية للذوق الفني وتكوين عادات ونقل قيم ومعلومات وأفكار وإجابة عن كثير من أسئلة الأطفال وإشباع لخيالاتهم، وتنمية ميولهم القرائية. وهي بهذا تؤلف واحدة من أبرز أدوات تشكيل ثقافة الطفل، في وقت أصبحت فيه الثقافة أبرز الخصائص التي تميز هذا الفرد عن ذاك، وهذا الشعب عن ذاك.

## أنواعها
وتقسم صحف الأطفال إلى أنواع تبعاً لعدة معايير، فبالنسبة إلى مراحل نمو الأطفال هناك صحف خاصة بالأطفال في مرحلة الطفولة المبكرة من 3 إلى 6 سنوات، وهذه الصحف تعتمد على الصور دون الكتابة، وصحف خاصة بالأطفال في مرحلة الطفولة المتوسطة وأخرى للأطفال في مرحلة الطفولة المتأخرة.
ولكن هناك صحفاً تصدر لأعمار أكثر تحديداً، كأن نجد صحفاً للأطفال في السادسة أو السابعة أو الثامنة من أعمارهم، وهكذا.
ومن حيث المضمون نجد صحفاً جامعة، وهي من أكثر صحف الأطفال شيوعاً، وتعنى عادة بنشر القصص والمسلسلات المصورة والطرائف والمسابقات والمعلومات والأخبار والتحقيقات، والأعمدة القصيرة.
وهذه الصحف تعتمد على التنوع بقصد أن لا يتسرب الملل إلى نفوس الأطفال، لذا تحاول أن تنقلهم إلى هنا وهناك في أوقات قصيرة كي يظل تشوقهم في تجدد مستمر، والتنوع لا يعني الاختيار الاعتباطي لأشتات متفرقة، بل يمثل لوحة متكاملة تمتزج فيها الأنواع الأدبية والفنية بصورة متناغمة يجعلها في مجملها قطعة فنية تثير ذوق الطفل وخياله.